# 泰米爾無鬚魮
泰米爾無鬚魮（学名：Puntius mudumalaiensis）是輻鰭魚綱鯉形目鯉科無鬚魮屬的一個種，該物種於1992年由Ambat Gopalan Kutty Menon和Karunakaran Rema Devi描述，分布於亞洲印度泰米爾納都，體長可達2.3公分，棲息丘陵河流。